# Jared Allen
Jared Scot Allen (Dallas, Texas, 3 de abril de 1982) es un jugador de fútbol americano que ocupa la posición de defensive end (DE) y que desde el 2008 milita en las filas de los Minnesota Vikings de la National Football League (NFL). Allen jugó fútbol americano universitario en los Idaho State Bengals y fue seleccionado por los Kansas City Chiefs en la cuarta ronda del draft del 2004 de la NFL (126 total). Ha sido 5 veces seleccionado al Pro Bowl y 4 All-Pro. Al final de la temporada regular del 2012 Allen ha contabilizado 117 capturas durante su carrera, la mayor cantidad desde que se unió a la liga en 2004.

## Infancia y juventud
Allen nació en Dallas, Texas y creció en San Jose, California. Su padre, Ron, estuvo en la lista de campo de entrenamiento de los Minnesota Vikings y jugó en Liga de fútbol de Estados Unidos.

## Carrera profesional

### Kansas City Chiefs
Allen fue seleccionado por los Kansas City Chiefs en la cuarta ronda (126 global) del draft del 2004 de la NFL firmando un contrato con el sueldo mínimo en la liga en sus primeros tres años. El 21 de mayo de 2007, Allen, como agente libre con restricciones, firmó con los Chiefs por un año y $ 2,35 millones en la temporada 2007. Allen atribuye su éxito a principios de la temporada 2007 por su peinado tipo Mullet. Allen con cada captura de mariscal de campo, se esperaba que se afeitarse una "franjas de carrera" en su peinado. El 2 de diciembre de 2007, Allen intercepta un pase de touchdown su rival divisional los San Diego Chargers. El 23 de diciembre de 2007, Allen intercepta otro pase y lo convierte en touchdown contra los Detroit Lions.
Allen fue elegido como titular en la posición de ala defensiva de la Conferencia Americana en el Pro Bowl del 2007. Lideró la NFL en capturas (15,5) para 2007. Allen también fue seleccionado en el equipo All-Pro el 2007.
En febrero de 2008 Kansas City le colocó la etiqueta de jugador franquicia, dándole un año y un acuerdo por $ 8.800.000 para el año 2008.

### Minnesota Vikings

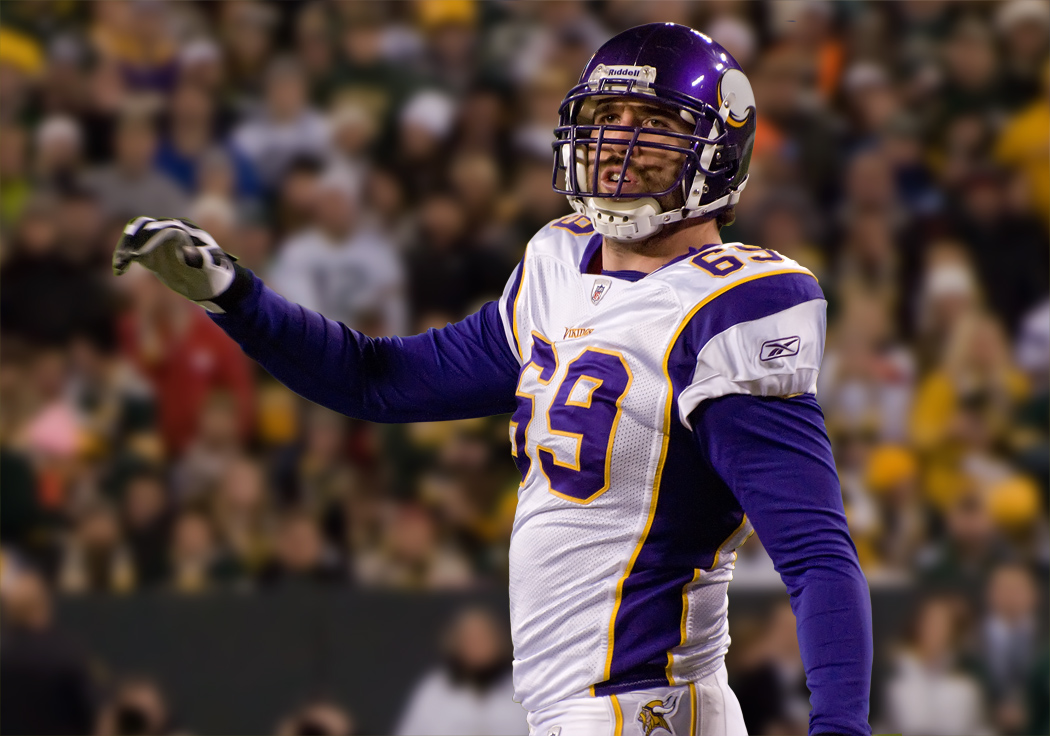
Allen con los Vikings en el 2011.

El 22 de abril de 2008, los Chiefs negociaron a Allen con los Minnesota Vikings a cambio de una selección de primera ronda, que se utilizó para seleccionar al OT Branden Albert, y 2 terceras ronda, uno de los cuales fue utilizado para tomar Jamaal Charles, e intercambiaron una sexta ronda del draft del 2008 de la NFL. Los Vikings contrataron a Allen por 6 años con un sueldo de $ 72,36 millones y un bono por firmar de $ 15,5 millones.
Durante la temporada 2008 Allen registró 54 tacleadas, 14.5 capturas y 3 balones sueltos forzados, mientras luchaba contra lesiones en ambas rodillas y en el hombro a lo largo de la temporada. Fue seleccionado al primer equipo All-Pro y seleccionado a su segundo Pro Bowl. Su primera captura como un Vikings fue en un partido contra los Indianapolis Colts, cuando captura al QB Peyton Manning. En su primer partido de playoffs como Viking, Allen logró 3 tackleadas, junto con 2 capturas y un balón suelto forzado. Allen también consiguió un safety cuando perseguía a Dan Orlovsky durante un partido contra los Detroit Lions, y obligó a otro safety en la semana 10 en un juegos contra los Green Bay Packers, cuando capturó a Aaron Rodgers en la zona de anotación.
El 5 de octubre de 2009, contra los [Packers, Allen establece una marca en su carrera de 4.5 capturas, así como obtener el tercer safety en los últimos 2 años. Una semana más tarde, contra los St. Louis Rams, regresó un balón suelto de 52 yardas para el primer touchdown de su carrera.  Él también inició de titular en el Pro Bowl del 2009.
Allen comenzó la temporada 2010 lento, tiene una sola captura en los primeros 7 partidos, pero tuvo 10 capturas en los próximos 9 partidos, convirtiéndose en el 10º en la liga con 11 capturas. En el final de temporada ante Detroit Lions, Allen anotó su segundo TD defensivo al regresar una intercepción de 36 yardas. En 2011, Allen regresó a Kansas City, donde su exequipo, los Kansas City Chiefs derrotaron a los Vikes 22-17.
El 1 de enero de 2012, Allen establece el récord de la franquicia en una temporada de mayor capturas por un Viking, con 22 capturas la marca anterior era de Chris Doleman con 21 capturas de QB en 1989. En la semana 17 contra los Chicago Bears, Allen capturó a Josh McCown 3,5 veces, pero quedó corto en 0,5 de la marca de la NFL en poder del el ex ala defensiva Michael Strahan. de los New York Giants.  Allen apareció en el Top 100 jugadores del 2012 de la NFL, y ocupó el puesto número 13. Allen fue elegido con 67 puntos más que el año pasado, el mayor salto en la lista. Allen cayó 7 votos para el Jugador Defensivo del Año. El 2 de octubre de 2012, Allen fue multado con $ 7.875 para agarrar de la máscara al liniero de los Tampa Bay Buccaneers Donald Penn.

## Problemas Legales
Jared Allen ha sido arrestado un total de 3 veces. La primera fue en Pocatello, Idaho, el 11 de mayo de 2002. Luego fue arrestado 2 veces en 5 meses en Leawood, Kansas, el 11 de mayo de 2006 y el 26 de septiembre de 2006: como consecuencia de esa última detención fue sentenciado a 48 horas de cárcel.
En marzo de 2007, Allen expresó su descontento ante la negativa de los Chiefs a darle un contrato de largo plazo. El 27 de abril de 2007, Allen fue suspendido para los primeros 4 partidos de la temporada 2007 de los Chiefs, y  volvió a los Kansas City diciendo que haría cuanto pudiese para ayudar a traer un campeonato de vuelta a los grandes fanes de los Chiefs. El 22 de mayo, Allen firmó un contrato de un año por valor de $ 2.350.000 dólares, pero fue obligado a renunciar a 552.941 dólares de su contrato debido a una suspensión de 4 partidos por conducir bajo los efectos del alcohol. El 16 de julio, la suspensión de Allen se redujo a 2 partidos después de una apelación, y así se perdió $ 287.500 dólares de su salario .

## Vida personal
Allen sirve como un defensor de la Fundación de Investigación de Diabetes Juvenil, y recauda fondos a través del programa "Diabetes Sack". Allen también fue un modelo a seguir en el Congreso de la Infancia JDRF del 2009. Él es un ávido cazador, y ha sido entrevistado por Field & Stream.  Fue uno de los 4 jugadores de la NFL que fueron enviados al extranjero en un viaje NFL-USO para visitar a las tropas militares de los Estados Unidos: "Ha sido una de las mejores experiencias de mi vida - algo que nunca voy a olvidar nosotros como jugadores probablemente obtenemos más de lo que ustedes hacen como soldados y los infantes de marina".
Creó su propia caridad, Casas de Jared Allen para soldados heridos, en octubre de 2009, con el fin de construir viviendas para los militares que regresan de Irak y Afganistán discapacitados y gravemente heridos. Su abuelo y su hermano menor también sirvieron en la Infantería de Marina.
En la actualidad reside en Chanhassen, Minnesota.
En septiembre de 2010, Allen contribuyó con $ 3.000 al refugio de animales SEACCA de Downey, California como fondo de recompensa por información que conduzca a un arresto, en relación con un caballo muerto de hambre y abandonado en una calle de la ciudad de Los Ángeles.
También apareció en la película de 2010 Jackass 3D, haciendo tackleadas a Johnny Knoxville.
El 27 de octubre de 2011 Jared Allen y su esposa Amy le dieron la bienvenida a su familia a un nuevo bebé, Brinley Noelle Allen.

### Estadísticas en la NFL en temporada regular
Fuente: NFL.com
Abreviaturas:
- JJ, juegos jugados.
- JI, juegos como inicialista.
- TT, total tackleadas.
- Solo, tackleadas solo.
- Ast, asistió en tackleadas.
- SFTY, safeties.
- Sack, QB sack.
- PDef, pases desviados.
- INT, intercepciones.
- TD, touchdowns.
- FF, fumbles forzados.